# All Alone With You
『All Alone With You』（オール アローン ウィズ ユー）は、EGOISTの4枚目のシングル。2013年3月6日にSony Recordsから発売された。

## 概要
前作『名前のない怪物』から約3か月でのリリースとなる2013年1作目のシングル。表題曲は、テレビアニメ『PSYCHO-PASS サイコパス』の後期エンディングテーマに起用された。前作に引き続き、販売形態は初回限定盤、通常盤の2種リリースで、前者には表題曲のPV、および『PSYCHO-PASS』ノンクレジットEDが収録されている。

## 収録曲
（全作詞・作曲・編曲: ryo）
1. All Alone With You  [5:50]
フジテレビ系「ノイタミナ」枠アニメ『PSYCHO-PASS サイコパス』後期エンディングテーマ。
前作のEDMから一変したミディアムバラード調の楽曲となっている。
2. elbadaernU [4:10]
タイトルは「不可解な、判読しにくい」の意味を持つ「Unreadable」を逆にしたものである。
テクノディスコ調の楽曲となっている。
3. All Alone With You （TV Edit 92s ver） [1:32]
4. All Alone With You -Instrumental-
5. elbadaernU -Instrumental-
6. All Alone With You (TV Edit 92s ver） -Instrumental-

DVD（初回限定盤のみ）
1. All Alone With You（Music Video）
2. 「PSYCHO-PASS サイコパス」Ending ノンクレジットムービー